# Grani di pepe
Grani di pepe (Die Pfefferkörner) è una serie televisiva tedesca per ragazzi ideata da Katharina Mestre e prodotta da KiKA a partire dal 1999. Dopo un'interruzione nel 2004, la lavorazione della serie è ripresa nel 2007 con la quinta stagione, dopo la quale, con l'eccezione di una pausa nel 2011, è proseguita al ritmo di una stagione l'anno.
Sono state realizzate finora 21 stagioni da 13 puntate ciascuna, per un totale di 260 episodi della durata di circa 28 minuti l'uno. Tra la tredicesima e la quattordicesima stagione è stato realizzato anche un film per il cinema, La maledizione del re nero (Die Pfefferkörner und der Fluch des schwarzen Königs), uscito nei cinema tedeschi il 7 settembre 2017. Il 30 settembre 2021 è uscito nelle sale cinematografiche il secondo film della serie, dal titolo I Grani di pepe e il tesoro degli abissi (Die Pfefferkörner und der Schatz der Tiefsee), i cui eventi si collocano tra la sedicesima e la diciassettesima stagione.
In Italia sono state trasmesse dodici stagioni, di cui le prime quattro su Rai 3 tra il 2004 e il 2006. Dal 2011 la serie viene trasmessa su Rai Gulp, dove fino al 2012 sono andate in onda tutte le stagioni, tra cui per la prima volta in Italia anche la quinta, la sesta e la settima. Tra il 2015 e il 2016 su Rai Gulp sono state trasmesse in prima visione anche l'ottava e la nona stagione, ritrasmesse poi assieme alla settima nel 2021. A partire dal 25 febbraio 2022 sono stati caricati sulla piattaforma streaming Rai Play gli episodi della dodicesima, tredicesima e quattordicesima stagione, trasmessi poi su Rai Gulp dal successivo 13 marzo. Analogamente, il 2 gennaio 2025 sono stati caricati su Rai Play gli episodi della diciassettesima e diciottesima stagione, poi andati in onda su Rai Gulp dal 3 marzo successivo.
In Italia sono stati trasmessi anche i due film tratti dalla serie, in entrambi i casi su Italia 1; La maledizione del re nero è andato in onda in prima visione il 17 novembre 2018, mentre I Grani di pepe e il tesoro degli abissi ha esordito sui teleschermi italiani l'8 maggio 2022.

## Trama
I Grani di pepe sono un gruppo di ragazzi, generalmente cinque, che, oltre ad affrontare problematiche tipiche della vita dei teenager quali studio, relazioni con amici e compagni di scuola, problemi familiari e primi amori, giocando di squadra e col supporto degli ultimi ritrovati della tecnologia si diverte a indagare e risolvere casi criminali, ficcandosi spesso anche nei guai. Il loro quartier generale è un magazzino di spezie nella Speicherstadt di Amburgo e le indagini che intraprendono sono di tutti i tipi: esse svariano infatti da episodi di bullismo e violenza all'interno della loro scuola a casi di traffico internazionale di animali protetti o sostanze stupefacenti, da azioni in difesa dell'ambiente a casi di spionaggio industriale e di furto di oggetti di valore, fino ad arrivare a problemi sociali quali episodi di razzismo, antisemitismo, xenofobia, omofobia e transfobia.
Il nome del gruppo e della serie deriva sia dal luogo che i piccoli detective utilizzano come base per le loro indagini, sia, soprattutto, dal soprannome con cui venivano storicamente chiamati i mercanti provenienti da Amburgo, ossia Pfeffersäcke (sacchi di pepe).
Nel corso del film La maledizione del re nero, i Grani di pepe indagano per la prima volta anche lontano dalla loro città, più precisamente in Italia, in Alto Adige. In I grani di pepe e il tesoro degli abissi, invece, la squadra entra in azione anche sulle sponde del Mar Baltico e in Irlanda del Nord.

## Evoluzione della squadra
Nel corso delle stagioni i membri dei Grani di pepe sono spesso cambiati, assumendo così la forma di gruppi differenti, denominati generazioni, ciascuno dei quali è composto da quattro o cinque piccoli detective.
- Prima generazione (1999-2003), composta da Fiete, Cem, Natascha, Jana e Vivi;
- Seconda generazione (2003-2004), composta da Vivi, Paul, Katja, Panda e Johanna;
- Terza generazione (2008-2009), composta da Laurenz, Lilly, Karol, Yeliz e Marie;
- Quarta generazione (2010-2011), composta da Sophie, Themba, Lina, Rasmus ed Emma;
- Quinta generazione (2012), composta da Emma, Max, Nina e Henry;
- Sesta generazione (2013), composta da Max, Nina, Jessi e Luis;
- Settima generazione (2014), composta da Jessi, Anton, Ceyda, Niklas e Luis;
- Ottava generazione (2015-2016), composta da Ramin, Stella, Pinja, Till e Jale;
- Nona generazione (2017), composta da Mia, Benny, Johannes, Lisha e Alice;
- Decima generazione (2018-2020), composta da Levin, Nele, Kira, Tayo e Femi;
- Undicesima generazione (2021), composta da Tarun, Jonny, Lou, Pippa[15] e Clarissa;
- Dodicesima generazione (2022), composta da Lou, Pippa,[15] Rafa, Jet e Milan;
- Tredicesima generazione (2023-2024), composta da Moritz, Jasina, Hakim, Leo e Amy.
- Quattordicesima generazione (2025), composta da Taara, Jules, Malin, Kofi e Piet.

La composizione della squadra nei film è leggermente diversa rispetto a quella della serie: nel caso di La maledizione del re nero il gruppo è composto da Mia, Benny, Johannes, Luca e Alice, mentre in I Grani di pepe e il tesoro degli abissi da Alice, Tarun, Jonny, Hanna e Clarissa.

## Produzione

Logo originale tedesco della serie

La prima stagione, completa di 13 episodi, è stata prodotta nel 1999 da Studio Hamburg e trasmessa a partire dal 27 dicembre 1999 al 12 gennaio 2000 sul canale televisivo tedesco KiKA. La seconda stagione è stata girata un anno più tardi, a nome della NDR, in due fasi: inizialmente sono stati prodotti otto episodi (in onda in Germania dal 22 marzo al 2 aprile 2001), e in seguito dai restanti cinque (trasmessi dal 7 al 13 aprile 2002).
La terza stagione, composta sempre da 13 episodi, è stata prodotta un anno dopo la seconda stagione in co-produzione con ARD ed è stata trasmessa in Germania dal 3 al 21 gennaio 2003. In questa stagione è avvenuto il passaggio di consegne fra la prima e seconda generazione dei Grani di pepe: i primi dieci episodi della stagione sono stati infatti girati con i membri del primo gruppo, mentre gli ultimi tre con la nuova generazione di attori. Questi ultimi sono poi protagonisti anche della quarta stagione, girata tra il 2003 e il 2004 e uscita tra il 2005 e il 2006.
Dopo tre anni di pausa è stata girata anche una quinta stagione, con una terza generazione di personaggi, trasmessa dal 15 marzo al 7 giugno 2008 sul canale televisivo tedesco Das Erste. La sesta, girata nel 2008, ha avuto gli stessi protagonisti della quinta ed è stata mandata in onda dal 4 aprile al 4 giugno 2009 sul medesimo canale.
La settima stagione della serie, prodotta sempre da Studio Hamburg, è stata girata tra il 15 aprile e il 16 ottobre 2009, mentre l'ottava tra l'8 marzo e il 15 ottobre del 2010. Le due stagioni, con nuovi protagonisti, sono state trasmesse una dopo l'altra in Germania dal 9 ottobre 2010 al 16 aprile 2011, sempre su Das Erste.
La nona stagione è andata in onda in prima visione su KiKA dall'8 al 12 ottobre 2012 e ha visto nell'episodio Il campione di boxe la partecipazione speciale dell'ex campione del mondo di pugilato nonché medaglia d'oro alle Olimpiadi Henry Maske, oltre che l'entrata in scena della quinta generazione di Grani di pepe.
Il 5 marzo 2013 sono iniziate le riprese della decima stagione, trasmessa in prima visione in Germania dal 16 novembre al 14 dicembre 2013 sul canale Das Erste. Nel 2014 è stata girata l'undicesima stagione la quale, con nuovi protagonisti, è andata poi in onda dal 25 ottobre al 27 dicembre dello stesso anno sul medesimo canale.
La dodicesima stagione, che ha visto l'esordio dell'ottava generazione, è stata trasmessa in prima visione in Germania tra il 7 novembre e il 19 dicembre 2015. Gli stessi protagonisti hanno poi preso parte alla stagione successiva, andata in onda su Das Erste tra il 20 novembre e il 10 dicembre 2016.
Nel 2016 è stato girato, con una nuova squadra, anche il film La maledizione del re nero, il quale è uscito nei cinema tedeschi il 7 settembre 2017 e andato successivamente in onda in prima visione televisiva il 27 ottobre 2019 su Das Erste. I medesimi personaggi sono stati poi i protagonisti della quattordicesima stagione, andata in onda sempre su Das Erste tra il 12 novembre e il 17 dicembre dello stesso anno, che ha contraddistinto il passaggio della serie alla casa di produzione Letterbox Filmproduktion Hamburg, facente comunque sempre capo al gruppo Studio Hamburg.
Nel 2018, con la quindicesima stagione, andata in onda tra il 24 novembre e il 29 dicembre, ha debuttato la decima generazione, la quale poi è stata confermata anche per la sedicesima stagione, trasmessa in prima visione in Germania tra il 23 novembre e il 28 dicembre 2019. Questa ha visto nell'episodio speciale Goldfieber la partecipazione del sindaco di Amburgo Peter Tschentscher.
Nel 2019 è stato girato un secondo film, dal titolo I grani di pepe e il tesoro degli abissi, il quale sarebbe dovuto uscire a giugno 2020. A causa della pandemia di COVID-19 l'uscita della pellicola ha subito numerosi rinvii ed è infine avvenuta il 30 settembre 2021. Nonostante la crisi dovuta al coronavirus, la produzione è riuscita a girare una nuova stagione anche nel 2020, la quale è andata in onda in prima visione su Das Erste tra il 20 febbraio e il 21 marzo 2021 segnando così il debutto sugli schermi dell'undicesima generazione.
Prodotte nel 2021, tutte le puntate della diciottesima stagione, caratterizzate dal passaggio alla dodicesima generazione, sono state rese disponibili in Germania sulla mediateca di ARD il 15 gennaio 2022, mentre gli episodi sono stati trasmessi in prima TV su Das Erste dallo stesso 15 gennaio al 2 aprile. Analogamente, la diciannovesima stagione, che ha costituito l'esordio dei personaggi della tredicesima generazione, è stata girata nel 2022, caricata sulla mediateca di ARD il 10 marzo 2023 e trasmessa in prima visione sul primo canale tedesco dall'11 marzo al 22 aprile. Con gli stessi protagonisti è stata girata poi un'ulteriore stagione, la ventesima, prodotta nel 2023 e pubblicata sulla mediateca di ARD il 10 maggio 2024 prima di essere trasmessa sempre su Das Erste dall'11 maggio al 22 giugno 2024.
Nel 2024 è stata girata la ventunesima stagione, che, con protagonista la quattordicesima generazione di Grani di pepe, è stata resa disponibile sulla mediateca di ARD il 14 marzo 2024 e trasmessa su Das Erste dal 15 marzo al 26 aprile successivo.
In Italia le prime quattro stagioni dei Grani di pepe sono state trasmesse a partire dal 10 dicembre 2004 su Rai 3, mentre invece le successive tre sono state trasmesse dal 2011 sul canale tematico dedicato ai ragazzi Rai Gulp, con l'eccezione di qualche puntata apparsa anche su Rai 2. Dal 2015 Rai Gulp ha trasmesso l'ottava e la nona stagione della serie e dal 13 marzo 2022 anche gli episodi della dodicesima, tredicesima e quattordicesima, i quali erano stati rilasciati a partire dal 25 febbraio precedente sulla piattaforma streaming Rai Play. Sempre su Rai Play il 2 gennaio 2025 sono stati resi disponibili gli episodi della diciassettesima e diciottesima stagione, trasmessi poi su Rai Gulp dal 3 marzo successivo.
Le stagioni dalla diciannovesima in poi, oltre che la decima, l'undicesima, la quindicesima e la sedicesima sono invece ancora inedite in Italia.

## Luoghi delle riprese
L'ambientazione principale della serie è la Speicherstadt, il quartiere dei magazzini di Amburgo nonché distretto culturale della città e patrimonio UNESCO, all'interno della quale è situata la soffitta che i Grani di Pepe utilizzano come quartier generale. Questo, tuttavia, non è sempre stato lo stesso nel corso della serie: nelle prime quattro stagioni, infatti, il quartier generale si trovava nel Block P della Speicherstadt (più precisamente a Kannengießerort 5), mentre invece dalla quinta in avanti la base dei piccoli detective è situata qualche centinaio di metri più in là, all'interno del Block V (Brooktorkai 15). L'emporio del tè dei Krogmann, presente nella serie dalla quinta alla nona stagione, corrisponde inoltre al Wasserschloss: situato nell'estrema parte orientale del distretto dei magazzini di Amburgo, è uno degli edifici più noti della città e al suo interno si trova davvero un emporio del tè, oltre che un ristorante.
Location particolarmente ricorrenti sono anche il vicino porto, assieme alle sue attrazioni principali come i Landungsbrücken e il vecchio tunnel dell'Elba, il moderno quartiere dell'HafenCity, situato accanto alla Speicherstadt, oltre ovviamente alla stessa Elba, il fiume su cui sorge il porto di Amburgo. Inoltre, molte delle indagini della squadra hanno luogo nella scuola che i piccoli detective frequentano: chiamata nella serie Astrid-Lindgren-Gymnasium, nella realtà si tratta del Charlotte-Paulsen-Gymnasium, il quale si trova nel quartiere di Wandsbek, a nordest del centro cittadino.
Nel corso della loro storia ultraventennale, i Grani di pepe hanno indagato e risolto casi anche in altri luoghi importanti della città: tra questi spiccano senza dubbio il municipio, l'Elbphilharmonie, Miniatur-Wunderland, le navi museo Cap San Diego e Rickmer Rickmers, la chiesa di Santa Caterina, le terrazze Magellano, i laghi sull'Alster, il Volksparkstadion, il museo di storia della città e il quartiere St. Pauli.
Esiste inoltre la possibilità di prendere parte ad un giro turistico organizzato, dal nome Pfefferkörner-Tour, attraverso i luoghi più iconici della serie.

## Sigla
L'attuale sigla della serie, composta da Mario Schneider con testo di Valentin Meindorfer, è stata adottata a partire dalla quinta stagione ed è un pezzo dance-pop con chiari tratti hip-hop composto in si bemolle minore. Nella versione originale le strofe erano invece rappate e presentavano una rima baciata, mentre i ritornelli, melodici, venivano cantati, così come nella versione attuale, da un coro di bambini.
Esiste inoltre una versione completa della sigla originale della durata di circa 3 minuti e intitolata Pfefferkörner-Song, le cui prime due strofe corrispondono alle versioni della sigla utilizzate rispettivamente per gli episodi della prima e della seconda generazione dei Grani di pepe.
Nell'edizione italiana la sigla è cantata da Andrea Camerini con l'accompagnamento del Piccolo Coro del Comune di Roma.

## Episodi

### Serie televisiva
| Stagione                 | Episodi | Riprese   | Prima TV Germania | Prima TV Italia |
| ------------------------ | ------- | --------- | ----------------- | --------------- |
| Prima stagione           | 13      | 1999      | 1999-2000         | 2004            |
| Seconda stagione         | 13      | 2000-2001 | 2001-2002         | 2004            |
| Terza stagione           | 13      | 2002      | 2003              | 2006            |
| Quarta stagione          | 13      | 2003-2004 | 2004-2005         | 2006            |
| Quinta stagione          | 13      | 2007      | 2008              | 2011            |
| Sesta stagione           | 13      | 2008      | 2009              | 2011            |
| Settima stagione         | 13      | 2009      | 2010-2011         | 2011            |
| Ottava stagione          | 13      | 2010      | 2011              | 2015            |
| Nona stagione            | 13      | 2012      | 2012              | 2015            |
| Decima stagione          | 13      | 2013      | 2013              | inedita         |
| Undicesima stagione      | 13      | 2014      | 2014              | inedita         |
| Dodicesima stagione      | 13      | 2015      | 2015              | 2022            |
| Tredicesima stagione     | 13      | 2016      | 2016              | 2022            |
| Quattordicesima stagione | 13      | 2017      | 2017              | 2022            |
| Quindicesima stagione    | 13      | 2018      | 2018              | inedita         |
| Sedicesima stagione      | 13      | 2019      | 2019              | inedita         |
| Diciassettesima stagione | 13      | 2020      | 2021              | 2025            |
| Diciottesima stagione    | 13      | 2021      | 2022              | 2025            |
| Diciannovesima stagione  | 13      | 2022      | 2023              | inedita         |
| Ventesima stagione       | 13      | 2023      | 2024              | inedita         |
| Ventunesima stagione     | 13      | 2024      | 2025              | inedita         |

### Film per il cinema
| Titolo                                   | Riprese | Uscita al cinema  | Prima TV Italia  |
| ---------------------------------------- | ------- | ----------------- | ---------------- |
| La maledizione del re nero               | 2016    | 7 settembre 2017  | 17 novembre 2018 |
| I Grani di pepe e il tesoro degli abissi | 2019    | 30 settembre 2021 | 8 maggio 2022    |

## Crossover
I Grani di pepe hanno, nel corso del tempo, avuto diversi speciali crossover con altre serie tedesche.

### 14º Distretto
I personaggi della vice questore Küppers e dei commissari Schirmer e Petersen della storica serie poliziesca 14º Distretto, ambientata ad Amburgo e anch'essa prodotta dalla Letterbox Filmproduktion, sono apparsi nell'episodio 235 (Im Nagelstudio) di Grani di pepe, il primo della diciannovesima stagione.
Analogamente, nell'episodio 492 (Hamburger Elite) di 14º Distretto, il sesto della trentaseiesima stagione, gli ex membri dei Grani di pepe Femi e Clarissa, ormai adolescenti, compiono un'indagine parallela a quella degli inquirenti professionisti su un caso di giochi a premi fraudolenti.

### Schloss Einstein
Assieme alla storica soap opera tedesca per ragazzi Schloss Einstein è stata realizzata una miniserie in 7 episodi di circa 7 minuti l'uno dal titolo Schloss Einstein & Die Pfefferkörner – Auf Gangsterjagd (traducibile con Schloss Einstein & Grani di pepe – A caccia di gangster), trasmessa in prima visione su KiKA il 24 marzo 2023. Girata in Turingia tra il 27 ottobre e l'8 novembre 2022, nella miniserie i membri dei Grani di pepe Lou, Rafa e Milan si trovano a Erfurt in visita a Yagmur, zia dei due fratelli che lavora in un museo da cui è stato appena trafugato un tesoro. Con l'aiuto di Io, Joyce, Nesrin e Marlon, personaggi di Schloss Einstein, i tre si mettono quindi sulle tracce dei ladri nei dintorni del collegio in cui studiano i loro nuovi amici, utilizzato dai delinquenti come nascondiglio per la refurtiva.

## Riferimenti in altre serie
Nella serie televisiva tedesca per ragazzi Krimi.de compare nuovamente il personaggio di Natascha Jaonzäns, sempre interpretato da Vijessna Ferkic. Nel frattempo divenuta poliziotta, Natascha pratica ora il kickboxing, desidera diventare commissario della squadra omicidi e nel corso della serie sposa l'avvocato Dalim Yilmaz.

## Altre pubblicazioni

### Libri
La casa editrice Egmont VGS ha pubblicato in Germania dei libri tratti dalle sceneggiature di alcuni episodi delle prime cinque stagioni. Sebbene i loro titoli siano differenti da quelli degli episodi, le trame sono per lo più identiche.
Analogamente, la casa editrice cbj ha pubblicato un libro basato sulla sceneggiatura del primo film: redatto dall'autrice di libri per ragazzi Sarah Bosse, esso ha mantenuto il titolo originale di Die Pfefferkörner und der Fluch des schwarzen Königs.

### Radiodrammi
Per alcuni episodi delle prime due e in seguito anche della quinta, quattordicesima, quindicesima, diciannovesima e ventesima stagione, nonché per entrambi i film per il cinema, sono stati realizzati dei radiodrammi con le voci originali della serie insieme a quella di un narratore.

### Videogiochi
Nel 2002 la casa editrice Terzio ha pubblicato un gioco per computer dal titolo Cem unter Verdacht (traducibile con Cem sotto accusa), con le voci originali della serie televisiva.

### DVD
A partire dal 2008 vengono prodotti e commercializzati i DVD in lingua tedesca di tutte le stagioni della serie oltre che dei film per il cinema.

### Podcast
Tra il 7 ottobre e il 9 dicembre 2022 è stato rilasciato un podcast in 10 episodi dal titolo Der Pfefferkörner Podcast: Verbrechen auf der Spur (traducibile con Il podcast dei Grani di pepe: Sulle tracce del crimine), nel corso dei quali Emilia Flint, l'attrice che nella serie ha interpretato il personaggio di Alice, e la giornalista della NDR Jessica Schlage hanno illustrato, accompagnando gli agenti sul campo, il lavoro delle forze dell'ordine nella vita reale.

## Controversie
Nel giugno 2022, Raffaele Di Filippo e Alessia Busani, fan della serie e attivisti politici, hanno notato l'assenza dal catalogo di Rai Play e dalla programmazione di Rai Gulp del dodicesimo episodio della quattordicesima stagione, dal titolo originale Weil ich ein Mädchen bin (traducibile con È perché sono una ragazza) e con protagonista una ragazzina transgender. In seguito a diverse segnalazioni inviate alla Rai nell'arco di qualche settimana, le cui risposte parlavano di generici malfunzionamenti tecnici, gli attivisti, sospettando si trattasse invece di un caso di censura per via del tema della puntata, si sono rivolti ai social per attirare l'attenzione. Appena poche ore dopo l'uscita dei primi articoli di giornale sulla vicenda, nei quali veniva confermata la versione del problema tecnico, l'episodio è stato reso disponibile sulla piattaforma streaming con il titolo Un nuovo arrivo, e la Rai ha giustificato il caricamento in ritardo della puntata parlando di maggiore attenzione data all'adattamento in italiano per via dei temi trattati. La direttrice di Rai Play Elena Capparelli ha confermato tale versione dei fatti, mentre il direttore di Rai Kids Luca Milano ha preferito non rilasciare dichiarazioni. L'episodio è andato poi regolarmente in onda in prima visione il 23 giugno; tuttavia, alcune scelte di traduzione hanno comunque fatto storcere il naso ai fan.

## Riconoscimenti e premi
- 2000: Goldener Telix nella categoria "miglior serie"
- 2000: primo premio dell'Asia-Pacific Broadcasting Union (ABU) nella categoria "miglior serie per ragazzi"
- 2000: nomination al Prix Jeunesse
- 2001: Goldener Spatz per l'episodio La cavallina bianca nella categoria "miglior cortometraggio"[49]
- 2003: Goldener Spatz per l'episodio Concorrenza sleale nella categoria "miglior cortometraggio"[50]
- 2003: primo premio del KinderKom - Merano TV Festival per l'episodio Il taglialberi nella categoria "miglior programma per ragazzi"
- 2008: nomination al Kinder-Medien-Preis "Der Weiße Elefant" per l'episodio Karol sotto copertura[51]
- 2015: Grüner Drehpass per la produzione sostenibile della serie[52]
- 2017: KIJUKO-Filmpreis per il film La maledizione del re nero[53]
- 2017: EMMI per il film La maledizione del re nero nella categoria "miglior film per ragazzi"[54]
- 2018: nomination al Preis der deutschen Filmkritik per il film La maledizione del re nero nella categoria "miglior film per ragazzi"[55]
- 2018: primo premio al Kirchlichen Filmfestivals Recklinghausen per il film La maledizione del re nero nella categoria "miglior film per ragazzi"[56]
- 2018: Deutscher Filmmusikpreis alla canzone Räuber und Gangster come miglior colonna sonora per il film La maledizione del re nero[57]
- 2019: nomination agli International Emmy Kids Awards per l'episodio Weil ich ein Mädchen bin nella categoria "miglior serie per ragazzi"[58]
- 2019: Emil per il ventennale della serie[59]
- 2020: Goldener Spatz per il film I grani di pepe e il tesoro degli abissi nella categoria "miglior lungometraggio"[60]
- 2021: nomination al Goldener Spatz per l'episodio Die Pfefferspray-Lüge nella categoria "miglior serie in live-action"[61]